# 약국

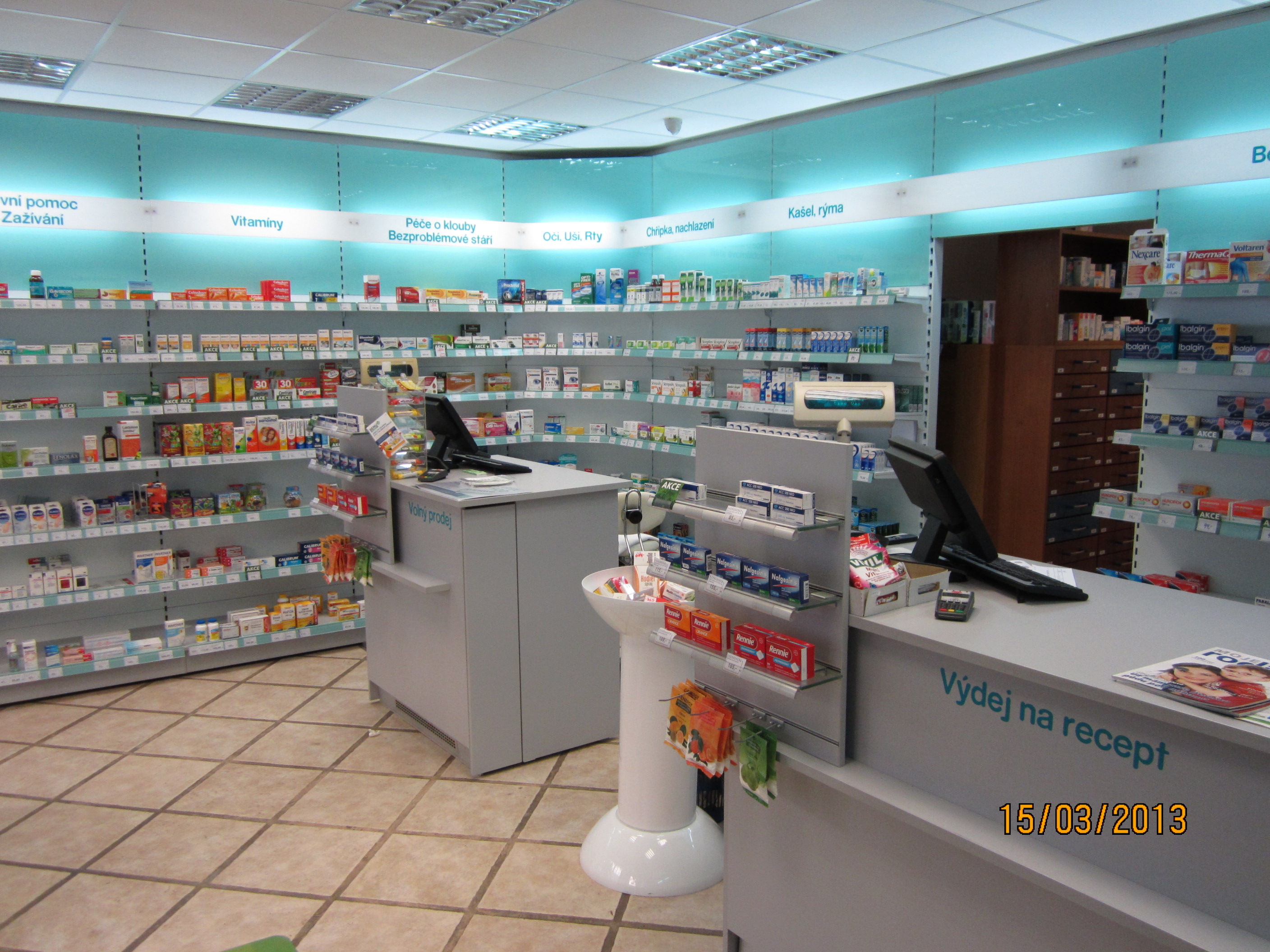
프라하의 약국 내부

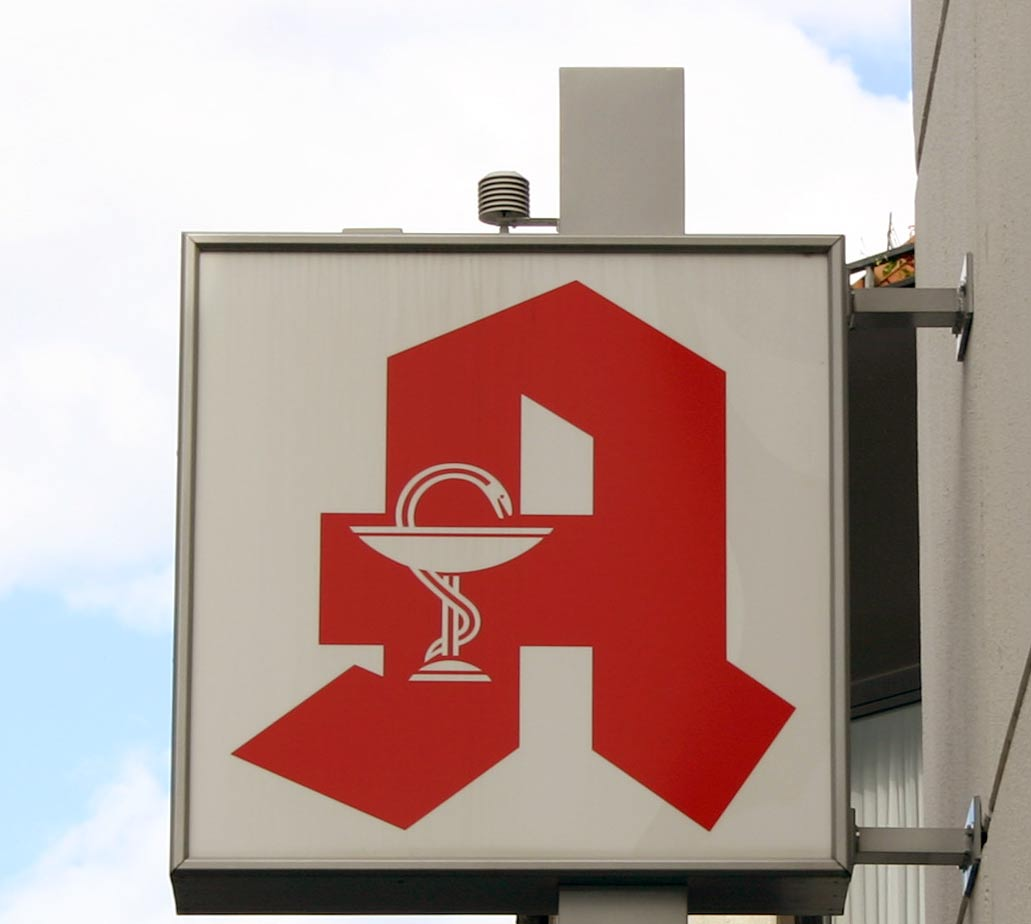
독일의 약국 마크

약국(藥局), 약방(藥房), 파머시(영어: pharmacy) 또는 디스펜서리(dispensary)는 대한민국 약사법에 의거, 약사나 한약사가 수여할 목적으로 의약품 조제 업무를 하는 장소이다. 약사법에서는 의료기관 조제실은 약국의 정의에 포함시키지 않는다. 약국 개설자가 의약품 판매업을 함께하는 경우에는 판매업에 필요한 장소를 포함한다. 참고로, 고어체 영어로는 약국을 'apothecary'라고 한다.
생활용품이나 식료품등을 함께 판매하고 있는 형태의 약국은 드러그스토어라고 부르며, 구미나 일본에서 널리 보급되고 있는 형태이다.

## 판례
자신 명의로 약국을 개설하고 있는 약사가 다른 약사 명의로 개설된 약국의 경영에 관여한 데에 그치지 아니하고 자신의 주관 하에 무자격자로 하여금 의약품의 조제 내지 판매 업무를 수행하게 한 경우, 약사법 제19조 제1항에 위반된다.

## 같이 보기
- 드러그스토어
- 약사법